# Комітет Верховної Ради України з питань цифрової трансформації
Комітет Верховної Ради України з питань цифрової трансформації — утворений 29 серпня 2019 у Верховній Раді України IX скликання. У складі комітету 8 депутатів, голова Комітету — Крячко Михайло Валерійович.

## Склад
У складі комітету:
1. Крячко Михайло Валерійович — голова Комітету
2. Рудик Кіра Олександрівна — перший заступник голови Комітету
3. Федієнко Олександр Павлович — заступник голови Комітету, голова підкомітету цифрової інфраструктури, електронних комунікацій та смартінфраструктури
4. Чернєв Єгор Володимирович — заступник голови Комітету, голова підкомітету цифрової економіки, інноваційного розвитку та електронного бізнесу
5. Ларін Сергій Миколайович — секретар Комітету
6. Ар'єв Володимир Ігорович — член Комітету
7. Васильєв Ігор Сергійович — член Комітету
8. Подгорна Вікторія Валентинівна — член Комітету
9. Соха Роман Васильович — член Комітету, голова підкомітету електронного врядування та електронної демократії
10. Штепа Сергій Сергійович — член Комітету

## Предмет відання
Предметом відання Комітету є:
- законодавчі засади цифровізації та цифрового суспільства в Україні;
- Національна та державні програми інформатизації;
- програми ЄС «Єдиний цифровий ринок» (Digital Single Market, EU4Digital) та інші програми цифрового співробітництва;
- інновації у сфері цифрового підприємництва, розвиток екосистеми стартапів;
- дослідницькі центри у сфері цифрових технологій;
- цифрова індустрія та телекомунікації;
- електронне урядування та публічні електронні послуги;
- електронна демократія;
- електронні довірчі послуги та цифрова ідентифікація;
- державні інформаційно-аналітичні системи, електронний документообіг;
- державні інформаційні ресурси, електронні реєстри та бази даних;
- електронна комерція (електронна торгівля, електронний бізнес);
- віртуальні активи, блокчейн та токенізація;
- смартінфраструктура (міста, громади тощо);
- розвиток сфери «відкритих даних»;
- радіочастотний ресурс;
- розвиток орбітальної економіки;
- законодавчі засади адміністрування, функціонування та використання мережі Інтернет в Україні;
- кібербезпека та кіберзахист, у тому числі у сфері критичної інфраструктури;
- технічний та криптографічний захист інформації;
- розвиток цифрових компетентностей, цифрові права.